# Bundesverband der Sicherheitswirtschaft
Der Bundesverband der Sicherheitswirtschaft (BDSW) Wirtschafts- und Arbeitgeberverband e. V., bis August 2011 „Bundesverband Deutscher Wach- und Sicherheitsunternehmen e. V. (BDWS)“ mit Sitz in Frankfurt am Main. ist ein Wirtschaftsverband, der die Interessen von Unternehmen aus der Sicherheitswirtschaft vertritt. Gleichzeitig ist er ein Arbeitgeberverband und tritt somit auch als Sozialpartner und Tarifvertragspartei in dieser Branche auf.
Die deutsche Sicherheitswirtschaft beschäftigt circa 260.000 Mitarbeiter und erwirtschaftete 2020 rund 9,2 Milliarden Euro Umsatz. Davon entfällt der größte Anteil auf die Sicherheitsdienstleistungen.
Der Verband besteht seit Gründung seines Vorgängerverbandes in Köln seit 1904 und vertritt knapp 1000 Mitgliedsunternehmen aus allen Bereichen der Sicherheitswirtschaft. Im Kernbereich Sicherheitsdienstleistungen erwirtschafteten die Mitglieder 2021 mehr als 70 % des Branchenumsatzes.

## Aufgaben
Der Verband vertritt die Interessen seiner Mitglieder gegenüber öffentlichen Stellen und in der Öffentlichkeit. Er unterrichtet die Mitglieder über branchenspezifische Anordnungen und Vorschriften, betreut sie in gewerblichen Angelegenheiten und verfolgt insbesondere Handlungen unlauteren Wettbewerbs. Zudem arbeitet der Verband an der Qualitätsverbesserung der von den Betrieben des Wach- und Sicherheitsgewerbes erbrachten Sicherheitsdienstleistungen.

## Organisation
Das Präsidium, das alle drei Jahre von der Mitgliederversammlung gewählt wird, besteht aus einem Präsidenten und sechs Vizepräsidenten. Der Vorstand besteht aus dem Präsidium und den Landesgruppenvorsitzenden der 15 Landesgruppen (die Landesgruppen entsprechen den Bundesländern, mit der Ausnahme, dass Rheinland-Pfalz und Saarland zu einem Landesverband zusammengefasst sind). Der Verbandes hat Geschäftsstellen in Bad Homburg vor der Höhe und Berlin. Der Hauptgeschäftsführer hat seinen Sitz in Berlin.

## Geschichte
Nachdem 1901 in Hannover und Köln die ersten deutschen Wach- und Sicherheitsunternehmen gegründet wurden, schlossen sich einige 1904 zur „Zentralstelle der vereinigten Wach- und Schließgesellschaften (Kölner Verband)“ zusammen. Nach Ende des Zweiten Weltkrieges wird 1948 der „Zentralverband des Deutschen Bewachungsgewerbes e. V.“ als Spitzenorganisation der deutschen Bewachungsunternehmen in Frankfurt am Main gegründet. 25 Jahre später nennt sich der Zentralverband 1973 in  „Bundesverband Deutscher Wach- und Sicherheitsunternehmen e. V.“ (BDWS) um. Im Oktober 1990 macht eine Satzungsänderung die Aufnahme von Mitgliedern aus den Neuen Bundesländern möglich. Am 26. Mai 2011 hat die Mitgliederversammlung die Umbenennung in den heutigen Namen und damit auch eine Ausweitung der Verbandsziele und der Zielgruppe beschlossen.